# Iberia (Albéniz)
Iberia è una suite per pianoforte composta fra il 1905 ed il 1909 dal compositore spagnolo Isaac Albéniz. Essa è costituita da quattro libri di tre pezzi ciascuno; il lavoro completo ha una durata di circa un'ora e venti minuti.
Essa è l'opera capolavoro di Albéniz e quella più conosciuta del compositore. Fu molto apprezzata da Claude Debussy e  Olivier Messiaen, che disse: “Iberia è la meraviglia per pianoforte; si trova ai posti più elevati fra i più brillanti pezzi scritti per il principe  degli strumenti (pianoforte)”. Stilisticamente ricade nella scuola dell'impressionismo, specialmente nelle evocazioni musicali della Spagna. Tecnicamente, Iberia  è uno dei pezzi più difficili del repertorio, richiedendo forza immensa dai suoi interpreti e mani flessibili.

## Composizione

### Libro 1
Dedicato alla moglie di Ernest Chausson.
- Evocación (La bemolle minore - La bemolle maggiore), una impressionistica reminiscenza della terra natale di Albéniz, combinante elementi del sud della Spagna, fandango, e del nord del paese, jota, in forma di canzone.
- El puerto (Re bemolle maggiore), uno zapateado ispirato alla città portuale di Cadice.
- Fête-dieu à Seville (Fa diesis minore - Fa diesis maggiore) (alcune volte il titolo recita: "Corpus Christi"; "El Corpus en Sevilla"), descrive la processione della festa del Corpus Domini a Siviglia, nel corso della quale un simulacro del Corpo di Cristo viene portato in giro per le vie della città accompagnato da bande musicali. Questo è sicuramente uno dei pezzi più difficili della suite, con la partitura per pianoforte scritta su tre o quattro pentagrammi con ampie battute. Musicalmente il pezzo consiste in una marcia processionale che periodicamente viene sormontata da cenni di saeta; la melodia evoca il cante jondo dell'Andalusia e l'accompagnamento delle chitarre flamenche. La marcia e la saeta si avvicendano, sempre più rumorosamente, finché il tema di marcia principale è riaffermato come una vivace tarantella che termina improvvisamente con un accordo forte-forte-forte-fortissimo e fiammeggiante; il pezzo si conclude con un accordo gentile che richiama di nuovo chitarre flamenche assieme a campane di chiesa distanti.

### Libro 2
- Rondeña (Re maggiore), sulla città andalusa di Ronda.
- Almería (Sol maggiore)
- Triana (Fa diesis minore), su Triana, quartiere gitano di Siviglia.

### Libro 3
- El Albaicín (Si bemolle minore - Si bemolle maggiore), quartiere gitano di Granada.
- El Polo (Fa minore)
- Lavapiés (Re bemolle maggiore), su Lavapiés, distretto di Madrid.

### Libro 4
- Málaga (Si bemolle minore - Si bemolle maggiore)
- Jerez (La minore (come Mi frigio) - Mi maggiore)
- Eritaña (Mi bemolle maggiore)

## Esecuzione
I dodici pezzi vennero eseguiti per la prima volta dalla pianista francese Blanche Selva in diverse occasioni. Selva suonò il primo libro il 9 maggio 1906 alla Salle Pleyel a Parigi; il secondo libro nel novembre  1907 a Saint-Jean-de-Luz; il terzo libro il 2 gennaio 1908 al palace di Princess de Polignac a Parigi; ed il quarto libro il 9 febbraio 1909 alla Société Nationale de Musique a Parigi.
Iberia è stata eseguita da molti pianisti, e registrata completamente da Miguel Baselga (in 5 volumi dell'opera omnia per pianoforte di Isaac Albéniz), Michel Block, Esteban Sánchez, Alicia de Larrocha (3 volte: 1962, 1973, 1986), Marc-André Hamelin, Claudio Arrau, Yvonne Loriod e Guillermo González (secondo la sua edizione critica dell'opera), tra gli altri.

## Arrangiamenti
Enrique Fernández Arbós e Carlos Surinach arrangiarono entrambi pezzi da Iberia per orchestra sinfonica. Più recentemente, Peter Breiner arrangiò l'intera opera per orchestra.  Una versione per tre chitarre venne strumentata da Christophe Dejour e registrata dal Trio Campanella.